# Горлица (БПЛА)
Горлица — разрабатываемый разведывательно-ударный беспилотный авиационный комплекс (РУБАК). Разработка ведётся компанией «Антонов» (Украина).

## История
29 августа 2016 года была представлена аэродинамически подобная летающая модель беспилотника.
Первый полёт летательный аппарат совершил 8 ноября 2017 года.

## Оборудование
Масса полезной нагрузки беспилотника составит 50 кг, что позволит разместить разведывательное оборудование и ударное вооружение.
По состоянию на ноябрь 2017 года на беспилотнике размещён упрощённый состав оборудования: система управления Futaba (Япония), комплекс телеметрии Pixhawk (Канада), электрический двигатель Hirth F-23 (Германия).

## Финансирование
Компания «Антонов» планирует, что программа разработки беспилотного комплекса обойдётся примерно в $15 млн.